# Schlacken- und Aschenkegel

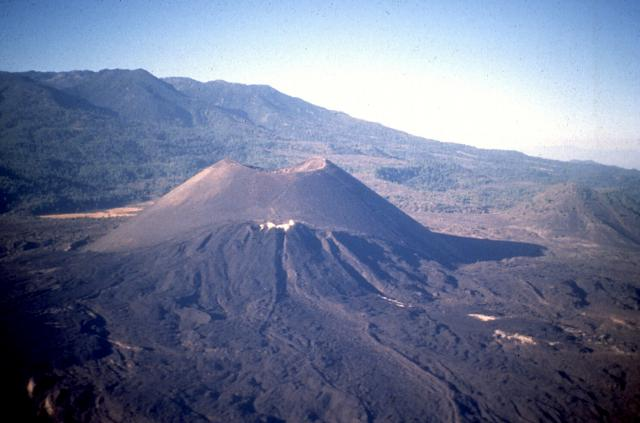
Der Schlackenkegel Paricutín in Mexiko

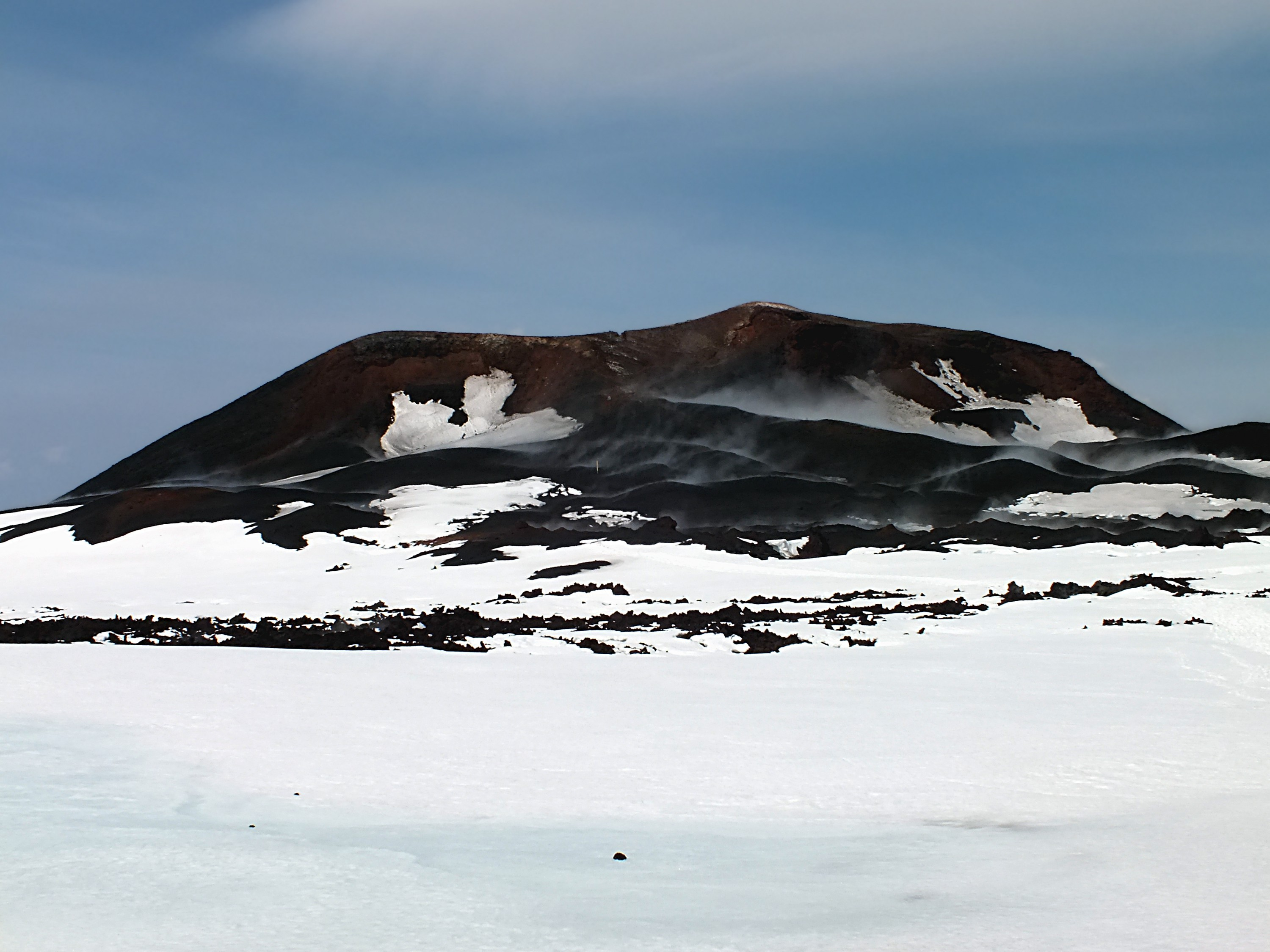
Krater der 2010-Fimmvörðuháls-Eruption in Island

Schlacken- und Aschenkegel sind eine Art von Vulkanen, die aus pyroklastischem Material bestehen und deshalb zusammengefasst auch Pyroklastische Kegel genannt werden. Sie erreichen meistens nur eine Höhe von zehn bis wenigen hundert Metern bei einem Durchmesser von höchstens einigen hundert Metern und sind damit wesentlich kleiner als die bekannteren Formen Schichtvulkan und Schildvulkan. Sie haben fast immer eine regelmäßige konische Form mit steilen Flanken und stumpfer Spitze. Als Flankenvulkane bevölkern sie oft in Massen die Hänge von großen Vulkanen wie z. B. den Ätna.

## Schlackenkegel
Schlackenkegel (englisch cinder cone oder scoria cone) bestehen aus nur locker geschichteter Tephra, die lediglich durch die Schwerkraft zusammengehalten wird. Ihre Flanken haben je nach Durchmesser der Schlacken einen Winkel von typischerweise um 33°.
Wird aus Vulkanschloten nur Lockermaterial gefördert, häufen sich die groben Fragmente in einem Wall um den Schlot an und bauen den Schlackenkegel auf. Sie sind die häufigsten Vulkane auf den Kontinenten, in Mitteleuropa sind sie aus der Eifel bekannt. Das Profil eines solchen Kegels ist durch den maximalen Böschungswinkel festgelegt, bei dem die Schuttmassen noch stabil sind, ohne hangabwärts zu rutschen. Die größeren, nahe am Gipfel herabfallenden Bruchstücke können sehr steile und standfeste Hänge bilden. Die feineren Teilchen werden weiter vom Schlot weggetragen und führen an der Basis des Kegels zu sanfteren Hängen. Der klassische konkave Vulkankegel mit seinem Zentralschlot am Gipfel lässt diese Veränderung der Hangform erkennen.
Beispiele sind der Paricutín in Mexiko und der Sunset Crater in Arizona.

## Schweißschlackenkegel

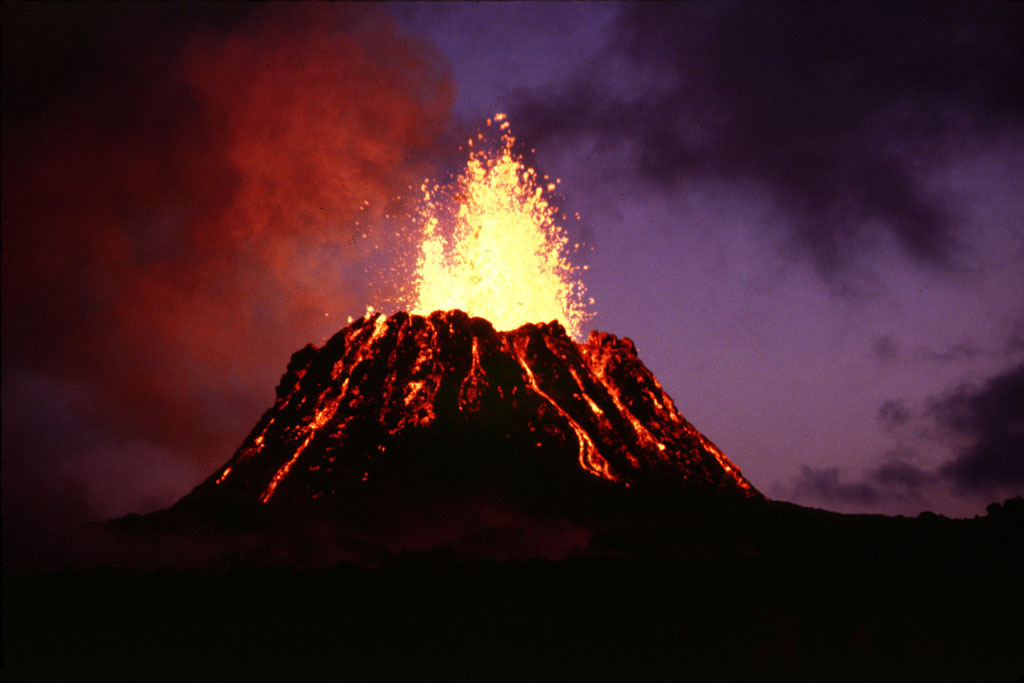
Der Schweißschlackenkegel Puʻu ʻŌʻō am Kīlauea auf Hawaiʻi 1983. Die dünnflüssige Lava zerspratzt und bildet dabei Tephra unterschiedlicher Größe.

Schweißschlackenkegel (engl. spatter cone) setzen sich aus größeren Lapilli und vulkanischen Bomben zusammen. Diese Bestandteile sind groß genug, um nach dem Ausstoß noch nahe an der Schmelztemperatur zu landen und so beim Aufprall zu Schweißschlacken zu verkleben. Die Flanken eines Schweißschlackenkegels sind oft wesentlich steiler als die eines Schlackenkegels.
Beispiele sind der Puʻu ʻŌʻō am Kīlauea auf Hawaiʻi in seiner Anfangsphase und der Eldborg auf Island.

## Hydrovulkanische Kegel

### Aschenkegel

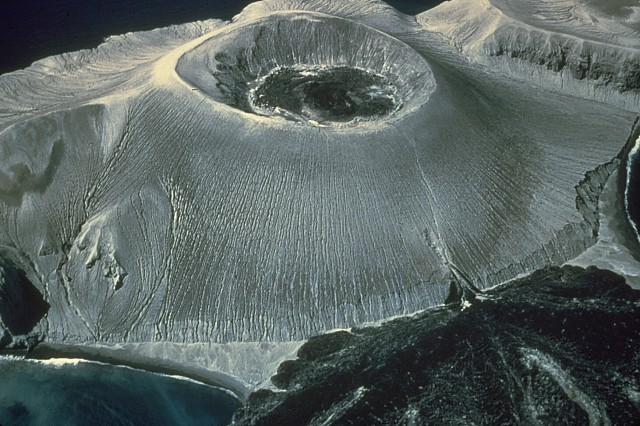
Der Tuffkegel Bárcena

Aschenkegel (engl. ash cone) können bei phreatomagmatischen Explosionen entstehen, wenn aufsteigendes Magma mit Grund-, Schmelz- oder Meerwasser in Berührung kommt. Der explosiv entstehende Wasserdampf zertrümmert das umliegende Gestein in vulkanische Asche, die bei kleinen und kleinsten Ausbrüchen um den Vulkanschlot in Kegelform abgelagert wird. Durch Druck über geologische Zeiträume zu Gestein (Tuff) verfestigt, werden sie als Tuffkegel bezeichnet. Die Eruptionskraft ist bei diesen Ausbrüchen gering, das Material wird typischerweise in relativ flachem Winkel ausgeworfen, so dass der Vulkankegel ein flaches Profil und nur eine niedrige Höhe aufweist.
Ein Beispiel ist der Tuffkegel Bárcena auf der zu Mexiko gehörenden Insel San Benedicto.

### Tuffring

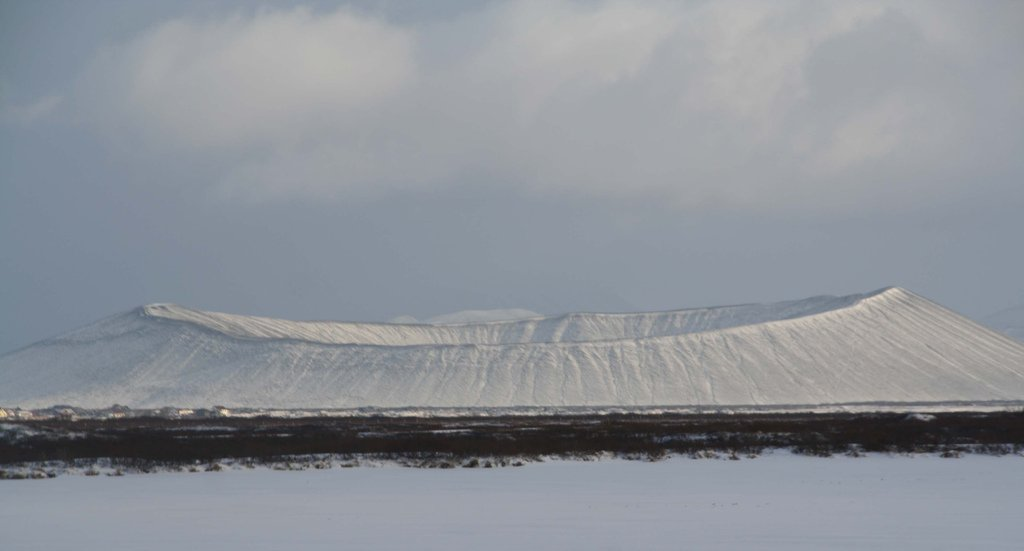
Der Tuffring Hverfjall im Winter

Auch Tuffringe (engl. tuff ring) sind wie Tuffkegel durch phreatomagmatische Explosionen entstanden. Sie sind aber niedriger als diese und haben flachere Böschungswinkel mit typischerweise kleiner als 25 Grad. Durch einen großen Durchmesser im Verhältnis zur Höhe und einen großen flachen Krater zeigen sie die typische Ringstruktur.
Beispiele für Tuffringe sind der Hverfjall auf Island und der Diamond Head (Hawaii).

### Fotos und Videos

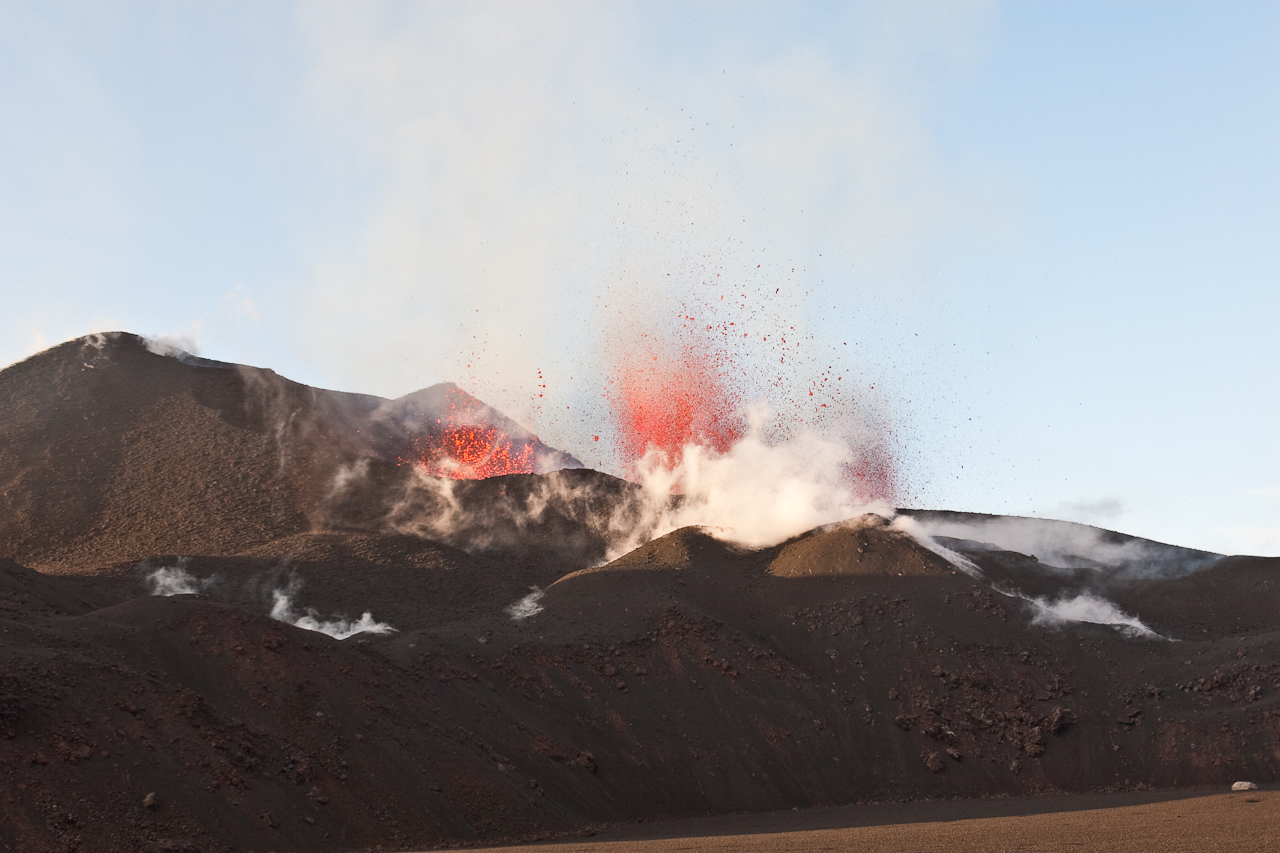
Schlackeneruption am Fimmvörðuháls, Island, März 2010

### Wissenschaftliche Beiträge
- Pyroklastische Kegel beim Global Volcanism Program (englisch)
- V. Camp: Scoria cones, How Volcanoes Work, Dept. of Geological Sciences, San Diego State University (englisch)
- Schlackenkegel beim Mineralienatlas
- University of California Press: Volcanology and Geothermal Energy. Chap. 6, Scoria cones and tuff rings (englisch)
- Carsten Riedel: EU-RTN project on cinder cone formation, Blog Tough-cone, Projects (englisch)
- Jack Share: Anatomy of a Cinder Cone Roadcut in the Land of Cochise and Its Tale of Farallon Plate Geo-Gymnastics - Part I , Blog Written in stone ... seen through my lens (englisch)